# Gummi
Gummi was een Nederlands maandelijks stripblad dat heeft bestaan van mei 1977 tot december 1979.
Ger van Wulften, een oud-medewerker van Semic Press, richtte eind jaren zeventig in Amsterdam uitgeverij Espee op. Van 1977 tot 1979 gaf hij het blad Gummi uit, waarin naast werk van bekende buitenlandse tekenaars als Claire Bretécher, Will Eisner, Marcel Gotlib, Georges Pichard en Georges Wolinski, ook werk van Nederlandse tekenaars uit het inmiddels opgeheven Tante Leny presenteert! werd gepubliceerd.
In Gummi verscheen onder andere De Ironische Man, de eerste strip van het duo Prutswerk, bestaande uit Gerrit de Jager en Wim Stevenhagen. Omdat het blad onvoldoende succes had, werd de uitgave al na vierentwintig nummers gestopt.